# Microhedyle remanei
Microhedyle remanei is een slakkensoort uit de familie van de Parhedylidae. De wetenschappelijke naam van de soort is voor het eerst geldig gepubliceerd in 1953 door Er. Marcus.